# Университет «Проф. д-р Асен Златаров»
Университет «Проф. д-р Асен Златаров»  — университет в болгарском городе Бургас, названный в честь первого болгарского биохимика Асена Златарова.
Основан в 1963 году как Высший химико-технологический институт. Своё нынешнее название Университет «Проф. д-р Асен Златаров» получил по решению Народного собрания от 1 августа 1995.

## Факультеты
- факультет технических наук
- факультет общественных наук
- факультет природных наук

## Колледжи
- Колледж по туризму
- Медицинский колледж
- Технический колледж